# Ватеро
Ватеро или Коджа Матли (на гръцки: Βατερό, катаревуса Βατερόν, Ватерон, до 1927 година Κοτζά Ματλή, Кодза Матли) е село в Гърция, в дем Кожани, област Западна Македония.

## География
Ватеро е разположено на 690 m надморска височина, на 4 km западно от Кожани. Селото традиционно има две махали - Ано Ватеро и Като Ватеро или горна и долна.

## История

### В Османската империя
В края на XIX век Коджа Матли е турско село в Османската империя. Според статистиката на Васил Кънчов („Македония. Етнография и статистика“) през 1900 година в Коджа Ахметли, Кайлярска каза, има 350 турци.
На Етнографската карта на Битолския вилает на Картографския институт в София от 1901 година Коджа Ахметли е чисто турско село в Кайлярската каза на Серфидженския санджак с 65 къщи.
Според статистика на Серфидженския санджак на гръцкото консулство в Еласона от 1904 година в Кодзя Матли (Γκοτζιά Ματλή), Кожанска каза, живеят 450 турци.

### В Гърция
През Балканската война в 1912 година в селото влизат гръцки части и след Междусъюзническата в 1913 година остава в Гърция. В 1913 година селото (Κοτζά Ματλή) има 436 жители. През 20-те години населението му се изселва в Турция и на негово място са настанени християнски бежанци от Турция. В 1928 година селото е изцяло бежанско със 121 семейства и 514 жители бежанци.
През 1927 година името на селото е променено на Ватеро.
Населението традиционно произвежда жито, тютюн и други земеделски продукти, като се занимава и със скотовъдство.
| Име      | Име      | Ново име | Ново име | Описание                       |
| -------- | -------- | -------- | -------- | ------------------------------ |
| Караагач | Καραγάτς | Птелея   | Πτελέα   | местност на ЮЗ от Ватеро       |
| Ари Даг  | Αρι Ντάγ | Камбос   | Κάμπος   | връх на СИ от Ватеро (938,2 m) |

| Година    | 1913 | 1920 | 1928 | 1940 | 1951 | 1961 | 1971 | 1981 | 1991 | 2001 | 2011 | 2021 |
| --------- | ---- | ---- | ---- | ---- | ---- | ---- | ---- | ---- | ---- | ---- | ---- | ---- |
| Население | 436  | 526  | 600  | 749  | 702  | 765  | 505  | 615  | 703  | 744  | 738  | 643  |